# Naarda unipunctata
Naarda unipunctata là một loài bướm đêm trong họ Noctuidae.